# الجمعية السعودية للتعليم الطبي
الجمعية السعودية للتعليم الطبي جمعية علمية سعودية تهتم بخدمة وتطوير التعليم الطبي في المملكة، تأسست عام 2002 في جامعة الملك خالد بأبها.

## أهدافها
- إنتاج وتطوير البحوث والاستشارات العلمية في مجالات التعليم الطبي
- تأليف وترجمة الكتب العلمية في مجال التعليم الطبي والصحي
- إصدار الدراسات والدوريات العلمية التي تتصل بمجالات التعليم الطبي.[3]
- خلق بيئة تواصل مع الهيئات الأكاديمية والمهنية والأكاديميين والمهتمين بالتعليم الطبي لاعتماد أنماط جديدة في التعليم الطبي.
- تطوير المناهج التعليمية في كليات الطب السعودية، إضافة إلى تشجيع طاقم هيئة التدريس بالكليات الصحية للحصول على مؤهلات التعليم العالي.[4]

## الفروع
| المنطقة         | المقر                                      |
| --------------- | ------------------------------------------ |
| الرياض          | كلية الطب جامعة الفيصل                     |
| المنطقة الشرقية | كلية الطب - جامعة الإمام عبدالرحمن بن فيصل |
| القصيم          | كلية الطب - جامعة القصيم                   |
| جدة             | كلية الطب - جامعة الملك عبدالعزيز          |
| أبها            | كلية الطب - جامعة الملك خالد               |